# دانيال خيمينيز لوبيز
دانيال خيمينيز لوبيز (بالإسبانية: Daniel Jiménez)‏ (18 مارس 1996 في المكسيك - ) هو لاعب كرة قدم مكسيكي في مركز الوسط. لعب مع نادي تشياباس.

## وصلات خارجية
- دانيال خيمينيز لوبيز على موقع قاعدة بيانات كرة القدم.إي يو (الإنجليزية)
- دانيال خيمينيز لوبيز على موقع Soccerway.com (الإنجليزية)
- دانيال خيمينيز لوبيز على موقع AS.com (الإسبانية)